# Mountain City (Texas)
Mountain City is een plaats (city) in de Amerikaanse staat Texas, en valt bestuurlijk gezien onder Hays County.

## Demografie
Bij de volkstelling in 2000 werd het aantal inwoners vastgesteld op 671.
In 2006 is het aantal inwoners door het United States Census Bureau geschat op 698, een stijging van 27 (4,0%).

## Geografie
Volgens het United States Census Bureau beslaat de plaats een oppervlakte van
1,2 km², geheel bestaande uit land. Mountain City ligt op ongeveer 251 m boven zeeniveau.

## Plaatsen in de nabije omgeving
De onderstaande figuur toont nabijgelegen plaatsen in een straal van 16 km rond Mountain City.